# گمینا سکانپه
گمینا سکانپه (به لهستانی:  Gmina Skąpe) یک گمینا در لهستان است که در شهرستان شویبوجن واقع شده است. گمینا سکانپه ۱۸۱٫۲۸ کیلومتر مربع مساحت و ۵٬۴۱۴ نفر جمعیت دارد.